# Мендота (Илиноис)
Мендота (енгл. Mendota) град је у америчкој савезној држави Илиноис. По попису становништва из 2010. у њему је живело 7.372 становника.

## Демографија
Према попису становништва из 2010. у граду је живело 7.372 становника, што је 100 (1,4%) становника више него 2000. године.
| Група             | 2000.         | 2010.         |
| Белци             | 5.849 (80,4%) | 5.423 (73,6%) |
| Афроамериканци    | 29 (0,4%)     | 52 (0,7%)     |
| Азијати           | 33 (0,5%)     | 40 (0,5%)     |
| Хиспаноамериканци | 1.320 (18,2%) | 1.807 (24,5%) |
| Укупно            | 7.272         | 7.372         |